# Michael Hogrebe

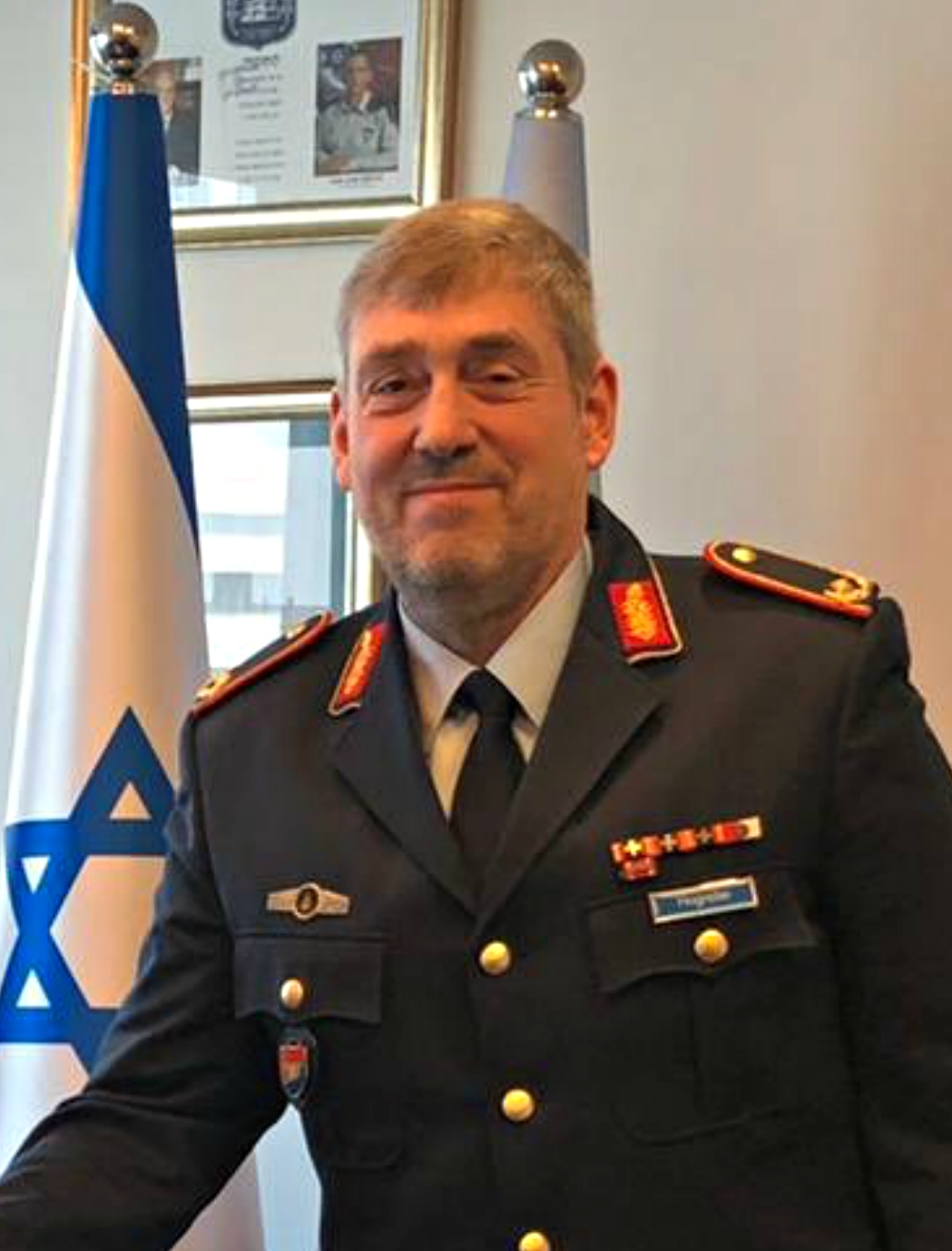
Michael Hogrebe, 2020

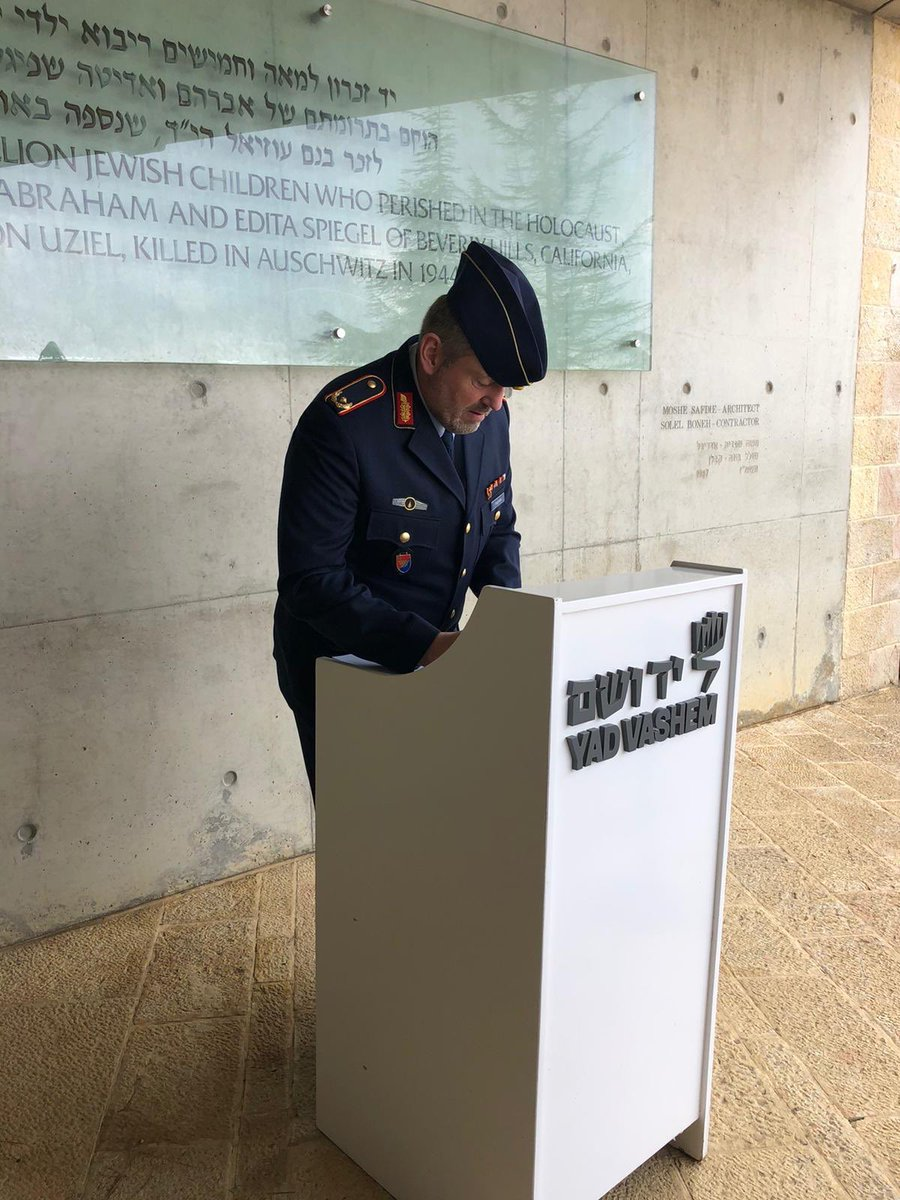
Michael Hogrebe im Yad Vashem, Januar 2020

Michael Hogrebe (* 28. Juni 1965 in Olsberg) ist ein Generalmajor der Luftwaffe der Bundeswehr und seit 1. Oktober 2020 Stellvertretender Kommandeur und Chef des Stabes im Zentrum Luftoperationen in Kalkar/Uedem.

## Militärische Laufbahn

### Ausbildung und erste Verwendungen
1984 trat Hogrebe in die Bundeswehr als Offizieranwärter in die 7. Kompanie Luftwaffenausbildungsregiment 3 ein. Im Anschluss absolvierte er an der
4. Inspektion der Offizierschule der Luftwaffe den Offizierslehrgang, um dann von 1985 bis 1989 ein Studium der Luft- und Raumfahrttechnik an der Universität der Bundeswehr München zu absolvieren. Nach Abschluss dieses Studiums wurde Hogrebe von 1989 bis 1992 als Kampfführungsoffizier PATRIOT in der Stabsstaffel der Flugabwehrraketengruppe 21 in Möhnesee-Echtrop und anschließend von 1992 bis 1994 als Einsatzoffizier 6. Staffel der Flugabwehrraketengruppe 26 eingesetzt. Von 1994 bis 1997 folgte noch eine Verwendung als Einsatzoffizier im Stab der Flugabwehrraketengruppe 26, bevor er von 1997 bis 1999 den 42. Generalstabslehrgang (LGAN Luftwaffe) an der Führungsakademie der Bundeswehr in Hamburg absolvierte.

### Dienst als Stabsoffizier
Hogrebes erste Verwendung als Stabsoffizier führte ihn von 1999 bis 2000 als Dezernatsleiter Abteilung A 3a in das Kommando der 3. Luftwaffendivision. Es folgte von 2000 bis 2003 eine Tätigkeit als Referent im Planungsstab Arbeitsbereich 1 des Bundesministeriums der Verteidigung in Bonn. Von 2003 bis 2006 wurde er als Military Assistant beim Commander Allied Force Command Brunssum eingesetzt.
2006 wurde Hogrebe Kommandeur der Flugabwehrraketengruppe 21 in Sanitz, welche er bis 2008 führte, um im Anschluss von 2008 bis 2010 wiederum im Planungsstab Arbeitsbereich 1 des Bundesministeriums der Verteidigung (diesmal als Arbeitsbereichsleiter) eingesetzt zu werden. 2010 folgte eine weitere ministerielle Verwendung als Leiter des Sekretariats Strukturkommission. Von 2010 bis 2011 wurde Hogrebe als stellvertretender Leiter im Arbeitsstab Umbau Bundeswehr im Bundesministerium der Verteidigung verwendet. Von 2011 bis 2012 leitete Hogrebe als Referatsleiter den Arbeitsstab Strukturreform Querschnittsaufgaben im Bundesministerium der Verteidigung. Im selben Jahr wurde er nochmals als Referatsleiter III 6 in den Stab des Inspekteurs der  Luftwaffe versetzt. Von 2012 bis 2015 folgte eine Verwendung als Unterabteilungsleiter 2I Einsatz/Operative Führung Luftwaffe im Kommando Luftwaffe. In dieser Verwendung war Hogrebe auch 2015 im Einsatz als Kommandeur des Deutschen Einsatzkontingents ACTIVE FENCE Turkey in der Türkei.

### Dienst als General
Am 1. Oktober 2015 wurde Hogrebe, unter Beförderung zum Brigadegeneral, auf dem Dienstposten als Abteilungsleiter Einsatz im Kommando Luftwaffe eingesetzt. Diesen Dienstposten übergab er im Januar 2019 an Oberst Bernd Stöckmann. Hogrebe wurde im März 2019 der Nachfolger von Brigadegeneral Michael Gschoßmann als Kommandeur Bodengebundene Verbände im Luftwaffentruppenkommando in Köln-Wahn. Am 1. Oktober 2020 übernahm er von Generalmajor Walter Huhn den Dienstposten als Stellvertreter des Kommandeurs und Chef des Stabes im Zentrum Luftoperationen in Kalkar/Uedem. Auf diesem Dienstposten erhielt er im Dezember 2020 auch die Ernennung zum Generalmajor.

### Auslandseinsätze
- 2015 Kommandeur Deutsches Einsatzkontingent ACTIVE FENCE Turkey[3]

## Privates
Hogrebe ist verheiratet.